# 北京鼠耳蝠
北京鼠耳蝠（学名：Myotis pequinius）属蝙蝠科鼠耳蝠属，是中国的特有种。分布于江苏、河南、北京、河北、安徽等地，模式产地于北京，多栖息于洞穴。